# Баркок, Аймен
Аймен Баркок (нем. Aymen Barkok; 21 марта 1998, Франкфурт-на-Майне, Германия) — немецкий футболист марокканского происхождения, полузащитник немецкого клуба «Шальке 04» и сборной Марокко.

## Карьера
Аймен является уроженцем Франкфурта и с детства занимался футболом в родном городе. Ныне выступает за молодёжную команду «Айнтрахта». 26 октября 2016 года подписал свой первый профессиональный контракт с клубом до 2020 года.
20 ноября 2016 года дебютировал в Бундеслиге в поединке против бременского «Вердера», выйдя на поле на замену на 75-й минуте вместо Мията Гачиновича. Спустя 15 минут в том матче он забил свой дебютный гол, ставший победным и принёсший «Айнтрахту» три очка.
1 июля 2018 года на правах аренды перешёл в клуб «Фортуна» Дюссельдорф.

## Достижения
«Айнтрахт»
- Победитель Лиги Европы УЕФА: 2021/22